# Kickflip
Кікфліп (англ. Kickflip) — один з найпопулярніших трюків на скейтборді. Виглядає як обертання дошки носком від себе; дошка робить оборот в 360 градусів відносно поздовжньої осі. Вперше зроблений Родні Малленом в 1983 р. Існують різні комбінації цього трюку:
- BS or FS 180 kickflip — комбінація kickflip і BS / FS 180 ollie, коли дошка і райдер обертаються в одному і тому ж напрямку. Винайдено Родні Малленом.

- Varial kickflip — комбінація BS Pop shove-it і kickflip.

- Hardflip — комбінація FS Pop Shove-it і Kickflip.

- 360 Flip — комбінація 360 shove-it і kickflip.

- The kickflip indy — комбінація kickflip і indy grab.